# Istiodactylidae
Čeleď Istiodactylidae byla poměrně malou skupinou pterodaktyloidních ptakoještěrů z období spodní křídy.

## Popis
Zástupci této čeledi byli zubatí ptakoještěři menší až střední velikosti, jejichž společným charakteristickým rysem byl dlouhý, plochý a okrouhlý zobák, poněkud připomínající zobák vrubozobých ptáků. Na okraji zobáku však měli istiodaktylidé sérii drobných zoubků.
V současnosti zahrnuje tato čeleď pouze pět formálně platných rodů - Mimodactylus, Nurhachius, Istiodactylus, Liaoxipterus a Luchibang. Tento taxon stanovila trojice paleontologů v roce 2001, kdy se ukázalo, že rod Istiodactylus nepatří do dříve stanoveného rodu Ornithodesmus.

## Klasifikace
- Nadčeleď Ornithocheiroidea
  - Čeleď Istiodactylidae
    - Mimodactylus
    - Nurhachius
    - Istiodactylus
    - Liaoxipterus
    - Luchibang